# فرآیند نیتروکاربوراسیون پلاسمایی
نیتروکاربوراسیون پلاسمایی (به انگلیسی: Plasma Nitrocarburizing) یکی از روش‌های پیشرفتهٔ عملیات حرارتی سطحی است که با هدف افزایش سختی، مقاومت به سایش، کاهش اصطکاک و بهبود مقاومت به خوردگی سطح فلزات، به‌ویژه فولادها، مورد استفاده قرار می‌گیرد. در این فرآیند از محیط پلاسما (گاز یونیزه‌شده) برای فعال‌سازی سطح و نفوذ اتم‌های نیتروژن و کربن بهره گرفته می‌شود.
این فناوری که ترکیبی از علم مواد، مهندسی مکانیک، مهندسی سطح و فناوری خلأ است، در تولید قطعات با عمر طولانی، عملکرد پایدار و هزینه نگهداری پایین بسیار مؤثر است. این روش در دمایی پایین‌تر از دمای تحول فازی فولاد (حدود ۴۲۰ تا ۶۰۰ درجه سلسیوس) انجام می‌شود و به همین دلیل نسبت به سایر روش‌های سخت‌کاری سطحی، اعوجاج کمتری در قطعه ایجاد می‌کند.

## اصول فرآیند
در فرآیند نیتروکاربوراسیون پلاسمایی، قطعهٔ فلزی به‌عنوان کاتد و دیوارهٔ محفظه به‌عنوان آند در محفظه‌ای با فشار پایین قرار می‌گیرد. با اعمال ولتاژ بالا (۴۰۰ تا ۷۰۰ ولت)، بین الکترودها تخلیه الکتریکی ایجاد شده و باعث یونیزه شدن گازهایی مانند نیتروژن، هیدروژن و متان می‌شود. این پلاسما حاوی یون‌ها و رادیکال‌های فعال است که با سطح قطعه برخورد کرده و موجب فعال‌سازی آن و سپس نفوذ نیتروژن و کربن می‌شوند.

## ساختار لایه‌ای ایجادشده
پس از انجام فرآیند، معمولاً دو لایهٔ اصلی بر روی سطح تشکیل می‌شود:
- لایهٔ مرکب (Compound Layer): شامل فازهایی از نیترید و کربونیترید آهن مانند ε (Fe₂–₃N) و γ′ (Fe₄N) با سختی بالا
- لایهٔ نفوذی (Diffusion Layer): منطقه‌ای که در آن اتم‌های نیتروژن و کربن به‌صورت نفوذی وارد زیرسطح فلز شده‌اند و موجب ایجاد تنش فشاری مفید می‌شوند

نمای شماتیک از دستگاه نیتروکاربوراسیون پلاسمایی

## مزایا
- افزایش چشمگیر سختی سطحی تا محدوده ۱۲۰۰–۱۸۰۰ ویکرز
- افزایش عمر خستگی با ایجاد تنش‌های فشاری سطحی
- بهبود مقاومت به سایش در شرایط کاری سخت
- افزایش مقاومت به خوردگی در محیط‌های خورنده
- کاهش اعوجاج قطعه به‌دلیل دمای پایین
- عدم نیاز به عملیات حرارتی پس‌فرآیند
- بدون استفاده از نمک‌های سیانیدی یا مواد سمی

## چالش‌ها
- هزینهٔ بالای تجهیزات خلأ و تولید پلاسما
- حساسیت زیاد فرآیند به پارامترهای عملیاتی مانند دما، زمان و ترکیب گاز
- احتمال تشکیل لایه سفید (White Layer) در صورت کنترل نادرست که ترد و شکننده است
- نیاز به آمادگی سطحی مناسب قبل از آغاز فرآیند

## کاربردها
نیتروکاربوراسیون پلاسمایی در صنایع مختلفی کاربرد دارد، از جمله:
- صنعت خودروسازی: میل‌لنگ، چرخ‌دنده، سوپاپ، شفت
- صنایع نفت و گاز: تجهیزات حفاری، ولوها، پمپ‌ها
- صنعت هوافضا: اجزای سبک و مقاوم در برابر خستگی
- صنایع پزشکی: ابزارهای جراحی، ایمپلنت‌های فلزی
- قالب‌سازی: سنبه و ماتریس‌های دقیق با طول عمر بالا

ابزار فولادی نیتروکاربورایزشده (نمونه صنعتی)

## ارزیابی‌های علمی
برای تحلیل ساختاری و عملکردی لایه‌های ایجادشده در این فرآیند، ابزارها و روش‌های زیر استفاده می‌شود:
- میکروسکوپ الکترونی روبشی (SEM) برای مشاهدهٔ ضخامت و یکنواختی لایه
- پراش پرتو ایکس (XRD) برای شناسایی فازهای سطحی
- آزمون سختی برای بررسی سختی سطحی و پروفایل سختی عمقی
- آزمون سایش برای سنجش مقاومت سایشی در شرایط خشک و مرطوب
- آزمون خوردگی به‌ویژه در محیط‌های اسیدی یا نمکی شبیه‌سازی‌شده

## مقایسه با سایر روش‌ها
| دقت در کنترل لایه | بالا | متوسط | پایین | ایمنی زیست‌محیطی | بالا | متوسط | پایین | اعوجاج قطعه | بسیار کم | متوسط | زیاد | تجهیزات اولیه | پیچیده و گران | متوسط | ساده | استفاده از مواد سمی | خیر | گاه بله | بله |

## آلیاژهای مناسب
این فرآیند در طیف وسیعی از آلیاژها به‌ویژه:
- فولادهای کربنی
- فولادهای آلیاژی (AISI 4140، H13 و غیره)
- فولاد زنگ‌نزن (در شرایط خاص مانند 17-4PH)
- چدن

و در مواردی حتی برای تیتانیوم و آلیاژهای نیکل نیز کاربرد دارد، مشروط به کنترل دقیق شرایط فرآیند.